# 미쿠리야촌 (아이치현)
미쿠리야촌(御厨村)은 일본 아이치현 아이치군에 설치되었던 촌이다. 현재의 나고야시 나카가와구·나카무라구의 일부에 해당한다.